# Sala de aula

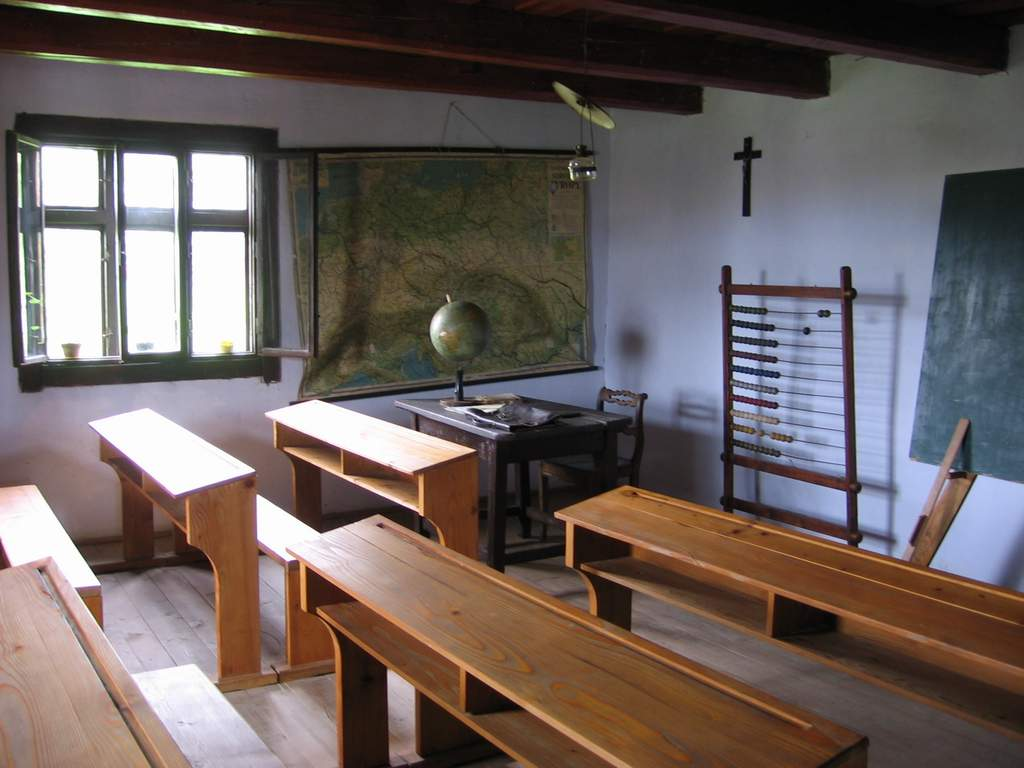
Sala de aula tradicional

Uma classe escolar ou sala de aula é um local, geralmente numa escola, onde os alunos aprendem conhecimentos úteis para a vida que são passados pelo professor, e sociologia com outros indivíduos. Atualmente se discute que a sala de aula não é um ambiente só físico, mas também um lugar de interações e trocas de experiências auditivas e visuais. O professor nesse ambiente deixa de ser o detentor do conhecimento e passa a ser um auxiliador, que faz uma mediação entre o sujeito simples e o conhecimento.
No século XVII deu-se início ao modelo de sala de aula tradicional, onde o ensino é considerado como a  transmissão de conhecimento aos alunos com o objetivo de que ele seja dominado por eles. O espaço físico era composto por carteiras enfileiradas, sem o compartilhamento de aprendizado e o professor doutrinava e regulava o fluxo de informações.
Com o passar do tempo, com novos estudos, teve-se uma mudança na forma tradicional de ensinar, começaram a optar por uma sala mais participativa e que dava ouvido as crianças que traziam consigo uma bagagem de saberes e questionamentos, e introduziram o método de sala de aula invertida, no qual o conteúdo passa a ser estudado em casa e as atividades, realizadas em sala de aula. Com isso, o estudante deixa para trás aquela postura passiva de ouvinte e assume o papel de protagonista do seu aprendizado.
Num estudo da OCDE verificou-se que o número médio de alunos por sala neste conjunto de países em 2019 era de 21 no ensino primário e de 23 no ensino secundário. Em Portugal esses números médios eram respetivamente de 21 e 22 e no Brasil de 20 e 26, mas pode variar.